# کارینا بنینگا
کارینا بنینگا (هلندی: Carina Benninga؛ زادهٔ ۱۸ اوت ۱۹۶۲) بازیکن هاکی روی چمن اهل پادشاهی هلند است.